# Locking (taniec)
Locking – taniec który powstał w nocnych klubach Los Angeles we wczesnych latach 70. XX wieku i był częścią kultury funkowej, będącej głosem społeczeństwa afroamerykańskiego, który oznajmiał pewność siebie i dumę ze swojego pochodzenia. W jej skład wchodziły m.in. muzyka (funk), taniec (locking, popping) oraz moda (duże afro, kolorowe ubrania). Locking jest pierwszym tańcem z rodziny amerykańskich tańców ulicznych.

## Charakterystyka
Locking w dużej mierze skupia się na pracy rąk i jest jednocześnie bardzo energicznym stylem, zawierającym kroki również o charakterze akrobatycznym. Jego podstawą jest „Lock”, czyli zatrzymanie w charakterystycznej, lekko pochylonej pozycji z uniesionymi łokciami. Z początku był tańcem wyłącznie improwizowanym w którym najważniejszy był indywidualizm i własny styl. Z czasem, zaczęły powstawać grupy taneczne tworzące synchronizowane choreografie. Tym niemniej improwizacja nadal jest bardzo istotnym elementem tego stylu. Kluczową rolę w tym tańcu odgrywa interakcja tancerza z widownią oraz mimika. Jego cechą charakterystyczną jest kilkusekundowe zatrzymanie ciała w pewnej pozie (pauza) i płynne przejście do następnej figury.

## Historia
Locking powstał w 1970 roku w Los Angeles. Jego twórcą jest Don Campbell, który próbował nauczyć się popularnych wówczas tańców klubowych. Nie będąc tancerzem, nie potrafił dobrze łączyć ze sobą ruchów, co powodowało, że często się zatrzymywał, aby zastanowić się, jak tańczyć dalej. Zatrzymanie to zyskało nazwę „Lock” i stało się jego znakiem rozpoznawczym. Z czasem, inni tancerze zaczęli naśladować jego styl poruszania się oraz wymyślać nowe kroki. Nowe figury taneczne stały się później częścią Lockingu, pierwotna nazywanego Campbellockingiem.
Przełomowym momentem dla popularności tego tańca był program telewizyjny pt. Soul Train, który promował afroamerykańską muzykę i taniec. W latach 1971–1973 Campbell był jednym ze stałych tancerzy programu i to on rozpropagował Locking na całe Stany Zjednoczone. Twórcy Soul Trainu nie płacili tancerzom za udział programie, więc Campbell w 1973 roku odszedł z programu i zaczął występować razem ze stworzoną przez siebie grupą taneczną The Lockers. Oryginalny skład tej formacji wraz z nim tworzyli: Fred „Mr. Penguin” Berry, Toni Basil, Adolfo „Shabadoo” Quinones, Greg „Campbellock Jr.” Pope, Bill „Slim the Robot” Williams i Leo „Fluky Luke” Williamson. Dziś „Locking” jest znany i tańczony na całym świecie, zyskując sporą popularność zwłaszcza w krajach azjatyckich, takich jak Japonia, czy Korea.